# Mormântul lui George Coșbuc
Mormântul lui George Coșbuc se află în Cimitirul Șerban Vodă - Bellu din  București, la figura 9 (Scriitori). Poetul George Coșbuc este înmormântat între Mihail Sadoveanu și George Călinescu. În apropiere se află și mormântul fiului său, Alexandru, student și tânăr talentat, mort în 1915 într-un accident de automobil la Bălești, în Oltenia. 
Pe piatra de căpătăi a lui George Coșbuc sunt înscrise versuri din poezia „Lupta vieții-Gazel”:
„O luptă-i viața; deci te luptă,

Cu dragoste de ea, cu dor.

Pe seama cui? Ești un nemernic,

Când n-ai un țel hotărâtor.

Tu ai pe-ai tăi! De n-ai pe nimeni,

Te lupți pe seama tuturor.”

Mormântul este înscris în Lista monumentelor istorice 2010 din Municipiul București (cod LMI B-IV-m-A-20118.035).